# The Phantom Rider (1946)
The Phantom Rider (bra Cavaleiro Fantasma) é um cinesseriado estadunidense de 1946, gênero western, dirigido por Spencer Gordon Bennet e Fred C. Brannon, em 12 capítulos, estrelado por Robert Kent, Peggy Stewart e LeRoy Mason. Foi produzido e distribuído pela Republic Pictures, e veiculou nos cinemas estadunidenses a partir de 26 de janeiro de 1946.[carece de fontes?]
Foi relançado em 11 de outubro de 1954, sob o título Ghost Riders of the West.[carece de fontes?]

## Sinopse
Dr Jim Sterling tenta criar uma força policial na reserva indígena “Big Tree”. No entanto, seus esforços enfrentam sabotagem, secretamente dirigida pelo aparentemente amigável agente indígena Fred Carson, cuja quadrilha rouba os vagões de diligências. A fim de derrotar seus inimigos, Sterling adota o nome e o traje do lendário "Phantom Rider".[carece de fontes?]

## Elenco
- Robert Kent … Dr Jim Sterling e The Phantom Rider
- Peggy Stewart … Doris Shannon, professora de escola
- LeRoy Mason … Fred Carson, vilão que secretamente sabota a reserva para manter seus interesses
- George J. Lewis … Blue Feather
- Kenne Duncan … Ben Brady
- Hal Taliaferro … Nugget
- Chief Thundercloud … Chefe Yellow Wolf
- Tom London … Ceta
- Roy Barcroft … Marshal
- Monte Hale … Cass
- Hugh Prosser … Keeler
- Rex Lease ... Randall, cocheiro [Cap. 5]
- George Chesebro ... Guarda da diligência (não-creditado)

## Produção
The Phantom Rider foi orçado em $140,207, porém seu custo final foi $138,925. Foi filmado entre 25 de julho e 22 de agosto de 1945, e é a produção nº 1499.

### Dublês
- Wayne Burson
- Tommy Coats
- Fred Graham
- Cliff Lyons
- Ted Mapes
- Eddie Parker
- Post Park
- Tom Steele
- Duke Taylor
- Dale Van Sickel
- Henry Wills
- Bill Yrigoyen
- Joe Yrigoyen

## Lançamento

### Cinema
O lançamento oficial de The Phantom Rider é datado de 26 de janeiro de 1946, porém esta é a data de disponibilização do 6º capítulo. O seriado foi relançado em 11 de outubro de 1954, sob o título Ghost Riders of the West, entre os lançamentos dos seriados Man with the Steel Whip e Panther Girl of the Kongo.

## Capítulos
1. The Avenging Spirit (20min)
2. Flaming Ambush (13min 20s)
3. Hoofs of Doom (13min 20s)
4. Murder Masquerade (13min 20s)
5. Flying Fury (13min 20s)
6. Blazing Peril (13min 20s)
7. Gauntlet of Guns (13min 20s)
8. Behind the Mask (13min 20s)
9. The Captive Chief (13min 20s)
10. Beasts at Bay (13min 20s)
11. The Death House (13min 20s)
12. The Last Stand (13min 20s)

Fonte: